# Never Trust a Live!
Albums de Les Wampas
Never Trust a Guy Who After Having Been a punk, Is Now Playing Electro
(2003) Rock'n'Roll Part 9
(2006)
Never Trust a Live! est le 2e album live du groupe de rock français Les Wampas, enregistré les 13 et 14 juin 2003, à Paris à La Cigale, et paru en 2004. Il fait suite à la tournée de l'album Never Trust a Guy Who After Having Been a punk, Is Now Playing Electro.

## Liste des pistes
1. For The Rock (3:18)
2. L'aquarium tactile (2:33)
3. Télégramme de Brest (3:20)
4. C'est l'amour (2:26)
5. Rising (2:01)
6. L'éternel (3:48)
7. Yeah Yeah (1:49)
8. Les bottes rouges (3:59)
9. Denise (My Love) (2:14)
10. Les apprentis charcutiers (4:18)
11. J'ai avalé une mouche (2:09)
12. Comme un punk en hiver (1:10)
13. Ne dis pas aux copains (2:52)
14. Manu Chao (2:52)
15. Chocorêve (3:48)
16. Ce soir c'est Noël (3:35)
17. Oï (2:02)
18. Comme un Kényan (3:08)
19. D.W. (3:04)
20. Jalabert (1:53)
21. Kiss (2:34)
22. Où sont les femmes ? / Petite fille (3:40)
23. Fier de ne rien faire (4:30) (reprise des Olivensteins avec Gilles Tandy, chanteur du groupe)

CD bonus: 3 reprises inédites
1. Où sont les femmes ? (3:30) (reprise de Patrick Juvet)
2. Tellement je t'aime (3:23) (reprise de Faudel)
3. Je pense à toi (3:57) (reprise d'Amadou  et Mariam)